# Agnes Baden-Powell

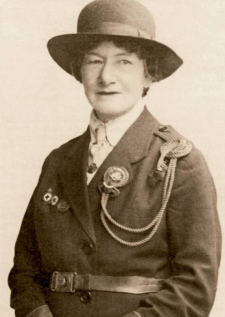
Agnes Baden-Powell

Agnes Smyth Baden-Powell (16 tháng 12 năm 1858 – 2 tháng 6 năm 1945) là em gái của Đệ nhất Nam tước Robert Baden-Powell, và được ghi nhớ nhất là việc bà thành lập phong trào Nữ Hướng đạo như một đồng nhiệm với Phong trào Hướng đạo của anh trai bà.

## Cuộc đời lúc ban đầu
Agnes được sinh ra là Agnes Smyth Powell trong một gia đình có 10 người con, là người con thứ chín và con gái thứ ba. Cha của bà, Mục sư Baden Powell, là giáo sư toán học tại Đại học Oxford. Mẹ của bà tên là Henrietta Grace Smyth là người vợ thứ ba của Mục sư Baden Powell (hai người vợ đầu đã mất) và cũng là một nghệ nhân và người chơi nhạc thiên tài. Khi Agnes mới hai tuổi, Mục sự Baden Powell qua đời. Để vinh danh ông sau khi mất, gia đình ông đã thêm tên của ông vào họ của gia đình và kể từ đó họ của gia đình được biết đến là Baden-Powell.
Cái chết của cha bà để gia đình dưới quyền điều khiển vững vàng của mẹ bà là Henrietta, người quyết định thực hiện từ từ ước muốn của mình là thành công trong việc dạy dỗ các con. Như anh trai của Agnes là Robert đã được trích dẫn "Toàn bộ bí quyết thành nhân của tôi đến từ mẹ tôi."
Agnes trở thành một người chơi âm nhạc thành công với đàn organ, piano và violin. Bà cũng có rất nhiều sở thích bao gồm lịch sử tự nhiên và thiên văn học và nuôi ong ở nhà.

## Phong trào Nữ Hướng đạo
Sau khi thành lập Hội Nam Hướng đạo, Robert Baden-Powell tổ chức một cuộc tập họp các Hướng đạo sinh tại Cung điện Thủy tinh ở London năm 1909. Ông hơi ngạc nhiên khi thấy một số lượng lớn các bé gái tự làm mẫu như Nữ Hướng đạo đang tìm cách theo gương những người anh em của mình và muốn gia nhập vào hiện tượng Hướng đạo.
Quan điểm chung vào lúc đó là thành kiến chống lại việc nữ tham gia Hướng đạo vì sợ rằng con gái sẽ trở nên những bé gái tinh nghịch như con trai, không đoan trang, và mất lịch thiệp. Đức tính của Agnes Baden-Powell thì hữu dụng trong việc đối chọi lại những quan điểm này. Một người bạn đã viết về bà như sau:
Bất cứ ai có dịp tiếp xúc sức ảnh hưởng dịu dàng của cô, sở thích của cô trong các môn nghệ thuật của phụ nữ, và tình yêu chim, côn trùng và hoa của cô sẽ làm phá tan đi cái ý nghĩ cô là chủ tịch của một loại thiếu sinh quân Rừng Amazon.

Năm 1909, Agnes và Robert cùng xuất bản "Pamphlet A: Baden-Powell Girl Guides, a Suggestion for Character Training for Girls" và "Pamphlet B: Baden-Powell Girl Guides, a Suggestion for Character Training for Girls" (Sách nhỏ A và B: Nữ Hướng đạo sinh Baden-Powell, một lời đề nghị dành cho huấn luyện đức tính cho nữ). Hai sách này là tiền sinh của sách chỉ nam.
Vào tháng 4 năm 1910, có 6.000 thiếu nữ ghi danh làm Nữ Hướng đạo. Năm 1912, Agnes khởi sự thành lập đơn vị Nữ Hướng đạo độc lập đầu tiên và là chủ tịch trên thực tế của Hội Nữ Hướng đạo. Trong thời gian này, Agnes và Robert cùng hợp tác viết sách chỉ nam đầu tiên của Nữ Hướng đạo với tựa đề là "Sách chỉ nam dành cho Nữ Hướng đạo hay Cách làm sao để nữ có thể giúp xây dựng Đế quốc" được xuất bản năm 1912. Nó là một sách viết lại từ Hướng đạo cho nam được Robert viết vài năm trước. Nó thường được biết với tên đơn giản là "How Girls Can Help To Build Up the Empire".
Phong trào Nữ Hướng đạo được chính thức công nhận vào năm 1915, và Agnes được phong làm Chủ tịch thật sự vào lúc đó. Năm 1920, Agnes từ chức Chủ tịch để nhường lại cho Công chúa Mary cũng là một người ủng hộ nhiệt tình Nữ Hướng đạo. Agnes tiếp tục vai trò Phó Chủ tịch cho đến khi mất vào tháng 6 năm 1945 lúc 86 tuổi.